# فلورين ماكسيم
فلورين ماكسيم (بالرومانية: Florin Maxim)‏ (2 مارس 1981 في رومانيا - ) هو لاعب كرة قدم روماني في مركز الوسط. لعب مع بولتيهنيكا تيميسوارا وستيودينتيسك بوخارست ونادي بترولول بلويشتي ونادي ستيوا بوخارست وكونكورديا كياجنا وFC Corvinul Hunedoara ‏ وCSP UM Timișoara ‏ ونادي فولنتاري ونادي فارول كونستانتسا وCSM Unirea Alba Iulia ‏ وCSM Aurul Brad ‏.

## وصلات خارجية
- فلورين ماكسيم على موقع قاعدة بيانات كرة القدم.إي يو (الإنجليزية)
- فلورين ماكسيم على موقع Soccerway.com (الإنجليزية)